# Conte nuptial
Pour plus de détails, voir Fiche technique et Distribution.
Conte nuptial est une comédie dramatique française réalisée par Claire Bonnefoy et sortie en 2024,.

## Synopsis
Micka propose à son ami et collègue de mettre en pratique une idée qu'il a trouvé dans un livre. Ils profiteront de l'obscurité pour se glisser chacun dans le lit de l'autre et ainsi échanger leurs épouses sans qu'elles ne soient au courant.

## Fiche technique
Sauf indication contraire, les informations mentionnées dans cette section peuvent être confirmées par les bases de données cinématographiques IMDb et Allociné,  présentes dans la section « Liens externes ».
- Titre original : Conte nuptial
- Réalisation : Claire Bonnefoy
- Scénario : Claire Bonnefoy, Flore Babled, Dominique Baumard, Stéphan Castang, Inas Chanti, Chloé Delaume, Hugo Dillon, Marion Prunier, Raphaël Quenard et Aurélie Reinhorn
- Musique : Nikita Poilleve
- Décors :
- Costumes : Valentine Solé
- Photographie : Yoann Suberviolle
- Son : Philippe Schillinger, Mathieu Schricke et Xavier Thieulin
- Montage : Méloé Poillevé
- Production : Thierry Lounas
- Sociétés de production : Capricci Films
- Sociétés de distribution : Capricci Films
- Pays de production :  France
- Langue originale : français
- Format : couleur
- Genre : Comédie dramatique
- Durée : 73 minutes
- Dates de sortie :
  - France : 18 décembre 2024

## Distribution
- Raphaël Quenard : Micka
- Flore Babled : Agathe
- Hugo Dillon : Sami
- Inas Chanti : Mélissa
- Léo Castagné : Albertine
- Aurélia Arto : Laura
- Zoé Fauconnet : Gabrielle
- Chloé Mons : la professeur de chant
- Wilfried Capet : Charlie
- Sabine Happard : Sabine
- Benjamin Maisonneuve : le coiffeur

## Tournage
Le scénario est inspiré de la nouvelle La Grande Entourloupe de Roald Dahl, dont il propose une version alternative et actualisée. Les dialogues ont été coécrits avec les quatre acteurs principaux. Le tournage s'est déroulé en 2021 à Bordeaux et Paris.